# البعصة (مبنى)
البعصة أو الشختورة هو تحفةٌ معماريةٌ فريدة وأحد أشهر المباني في لبنان. تأسس عام 1954 ميلاديًا، ويعرف بأنه «أنحف وأضيق مبنًى في بيروت»، إضافةً لكونه «أكثر العقارات قيمةً فيها». تتداول المصادر عددًا من القصص حول سبب إنشاء هذا المبنى، كما يُعد من المباني الغريبة والمثيرة للجدل في بيروت. تشير له المصادر الأجنبية باسم «The Grudge» أو «al-Ba`sa».

## التاريخ
تأسس هذا المبنى عام 1954 ميلاديًا على مساحة 120 مترًا مربعًا بواسطة المهندس اللبناني صلاح الدين عيتاني وشقيقه فوزي، حيث يتكون من عددٍ من الغرف، يبلغ عرض أكبرها 4.2 متر (14 قدمًا)، وأضيقها 61 سنتيمترًا (قدمين)، مع نوافذٍ ضخمةٍ معرضة لأشعة الشمس وإطلالةٍ بحريَّة، مما يجعله يبدو من الأمام كاملًا، إضافةً لكونه صالحٌ للمعيشة. اشتهر هذا المبنى مع مرور الوقت بكونه «أنحف وأضيق مبنًى في بيروت»، إضافةً لكونه «أكثر العقارات قيمةً فيها».
تشير بعض المصادر بأنه تأسس بالقرب من موقع منارة بيروت التاريخية، وكان من المفترض أن يُصمم على شكل قاربٍ أو سفينةٍ ليصبح من أجمل مباني بيروت، ومن هنا جاءت تسميته «مبنى الشختورة». ولكنَّ معظم المصادر تذكر قصةً أُخرى، بأنه قد ورث شقيقين بعد وفاة والدهما قطعة الأرض، ولم يتمكنا من التوصل إلى نتيجةٍ لاحتساب كيفية تقسيمها، وتفاقم الخلاف بعد مصادرة جزءٍ من ملكية الأرض لصالح مشاريع البنية التحتية فيه، وبعد سلسلةٍ من الأحداث عمل أحد الشقيقين على إنشاء هذا المبنى بهدف حجب الواجهة البحريَّة عن بناءٍ لشقيقه الآخر يقع خلف مبناه؛ ومن هنا جاءت تسميته «مبنى البعصة» (أي الضغينة). لا يُعرف فيما إذا كان الخلاف بين الشقيقين عيتاني نفسهما.
استعملت إحدى الشقق بيتًا للدعارة خلال فترة الحرب الأهلية اللبنانية، وكانت شقةً أخرى ملجأ لإحدى الأسر من الحرب، وفي عام 2014 أُجرَّ الطابق الأرضي ليصبح محلًا لصيانة السيارات. يعد المبنى حاليًا عديم المنفعة، ولا يسكنه أحد، ولا يُعرف مالك المبنى حاليًا، ولكنه محميٌ من الهدم بسبب قانون يحظر الإنشاءات الجديدة في المكان؛ لأنَّ مساحة قطعة الأرض المبني عليها أصغر مما هو مسموح به للبناء. كما أنَّ القوانين الحاليَّة تفيد بوجوب ترك مساحة بُعد عن الشارع والأبنية المحيطة، لذلك فإنَّ ترك المبنى على حاله وتأجيره يُعد أفضل لملاكه من إزالته.
عملت المهندسة المعماريَّة ساندرا ريشاني على دراسة تاريخ هذا المبنى عام 2014 ضمن مجموعةٍ عملت عليها تحت اسم «إعادة جمع بيروت»، ونشرت مقالةً حول المبنى في موقع جدليّة، كما أجرت مقابلةً حولها لموقع بيزنس إنسايدر، وتذكر بأنَّ «الشقتين في كل طابق داخل المبنى جميلتان. أحب أن أعيش هناك!... أنت تدخل من غرفة إلى غرفة أخرى»، كما ذكرت بأنَّ هذا المبنى هو «تجسيدٌ لفشل المخططين في إدراك آثارهم الكبيرة على نطاقٍ واسع في المجالات الاجتماعية والسياسية والاقتصادية والمعمارية»، وأنَّ المبنى «لم يحجب إطلالة منزل الأخ على البحر فقط بل قلل من قيمته الشرائية». حاولت ساندرا التواصل مع العائلة التي من المفترض أنها كانت تمتلك العقار، لكنها لم تتمكن من الوصول إليهم.
كان قصة المبنى قد اشتهرت في الإعلام الأجنبي بعد تغريدةٍ نُشرت حول المبنى في 15 نوفمبر 2017 تتضمن صورةً له مع تعليقٍ، وكانت قد حصدت آلاف التفاعلات، ونصّها: «The Grudge Building in Manara is Beirut's thinnest building (<1m). The owner built it to block his brother’s property’s sea view» وتعني بالعربيَّة «يعتبر مبنى الضغينة في المنارة أنحف مبنى في بيروت (>1م). قام المالك ببنائه ليحجب إطلالة البحر عن عقار أخيه»، وغطتها إنترناشيونال بيزنس تايمز مباشرةً، كما أدرجتها صحيفة الغارديان ضمن قائمةٍ تحت عنوان «Spite buildings: when human grudges get architectural» (بالعربية: مباني النكاية: عندما تتجلى الضغائن البشرية في العمارة).

## صور إضافيَّة

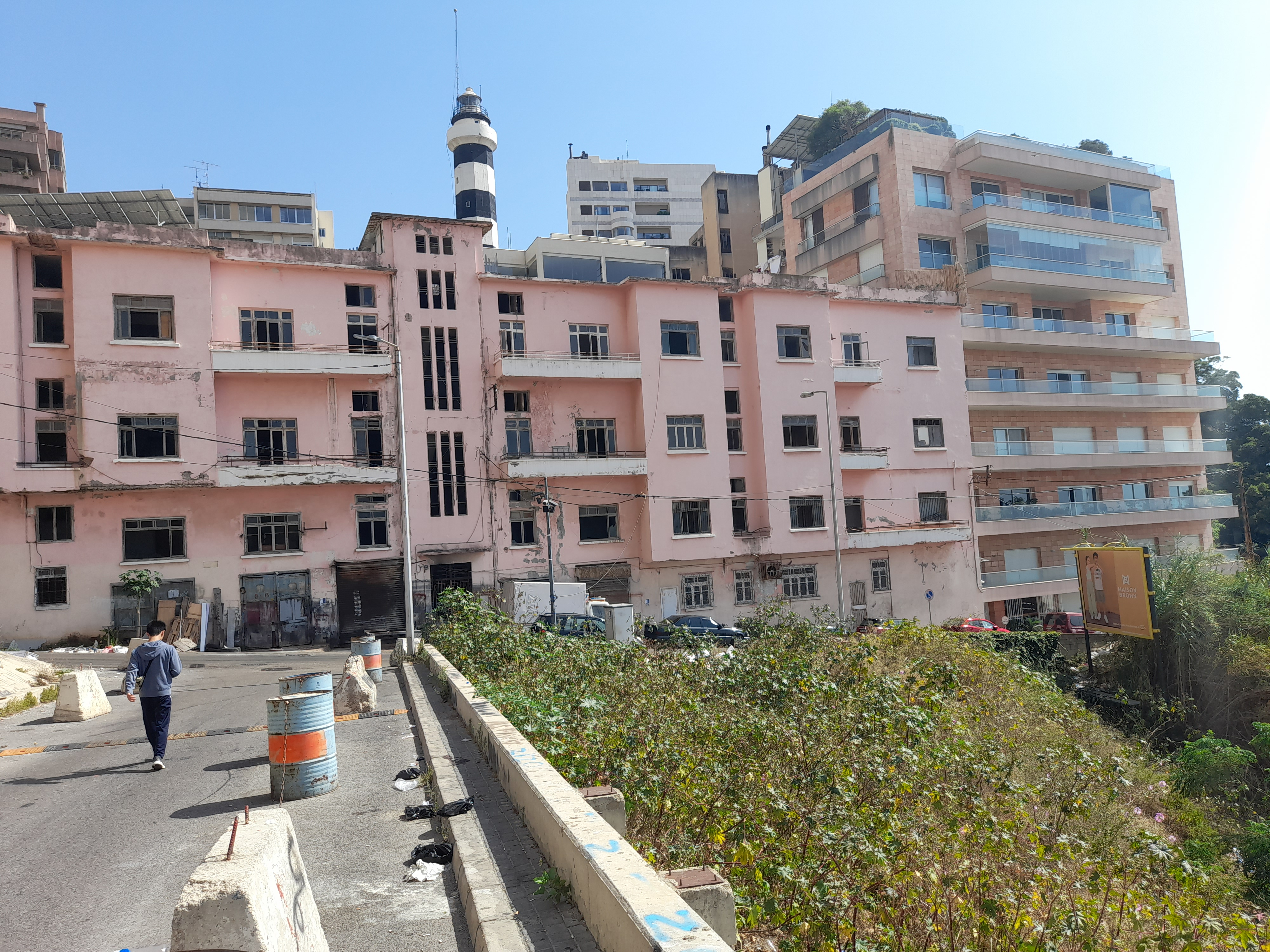
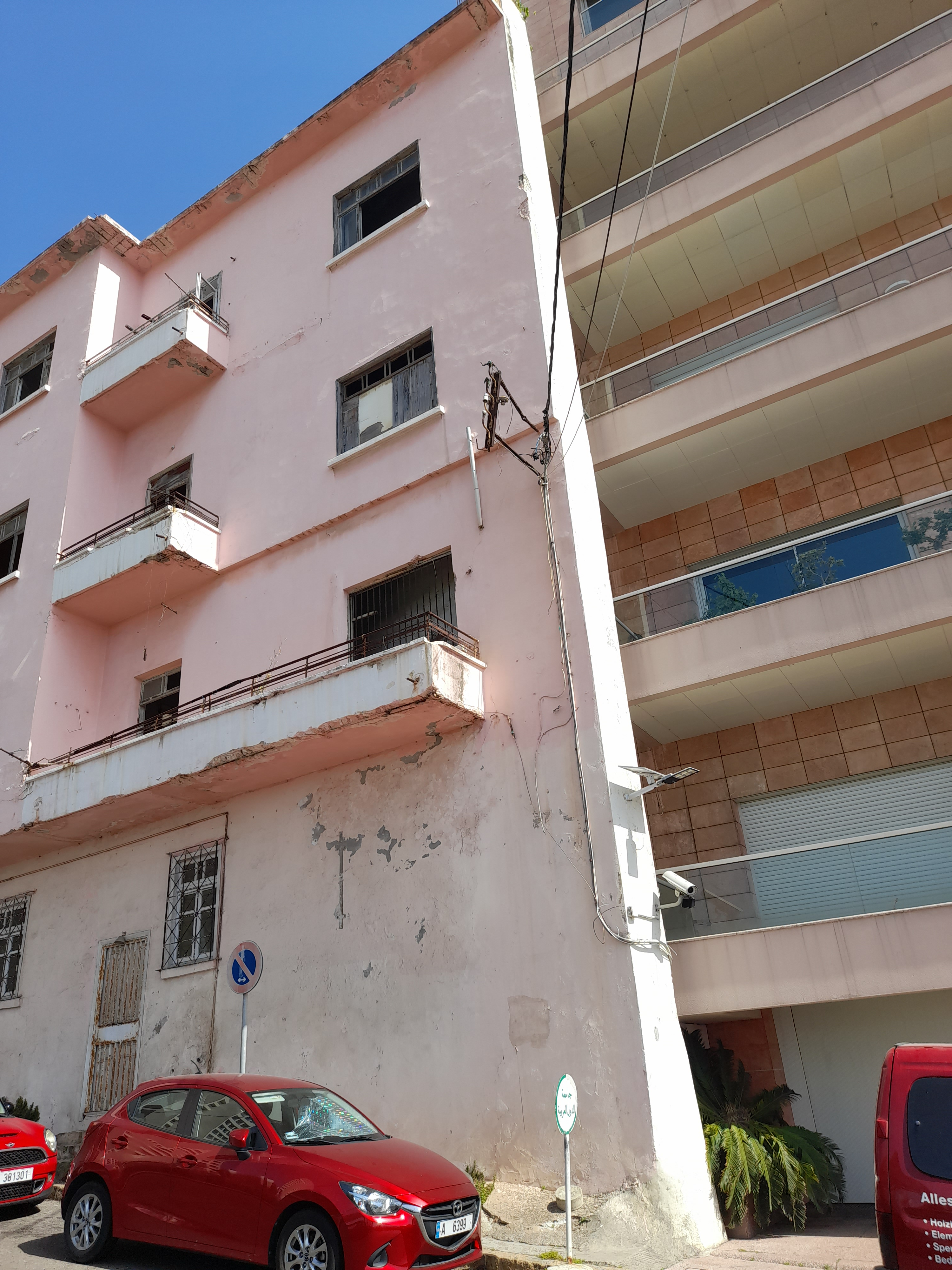
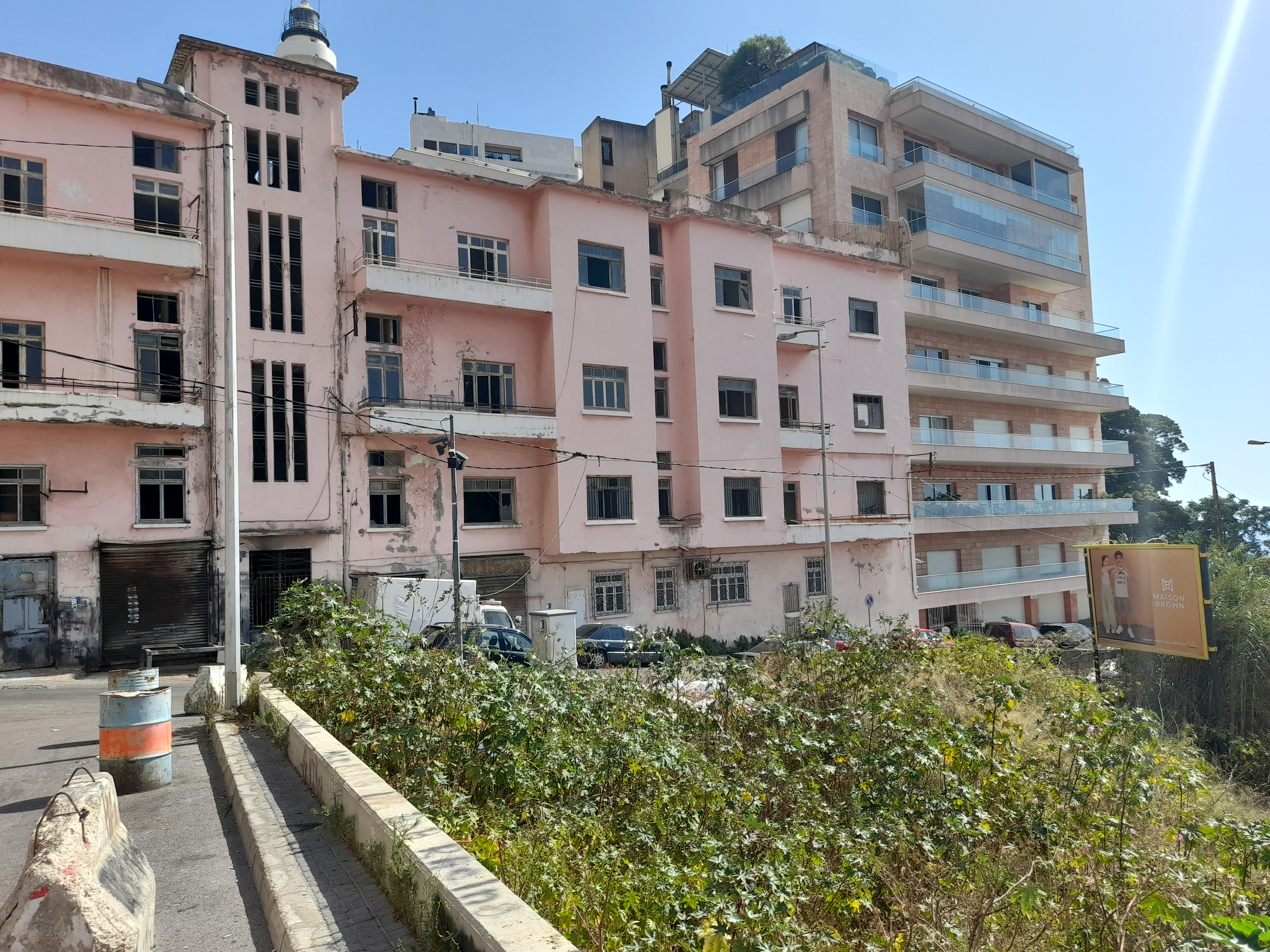

### باللغة العربيَّة
1. ↑  إبراهيم، زياد (24 ديسمبر 2022). "المبنى السّيء السمعة في بيروت : التحفة المعمارية الخفية في قلب العاصمة تروي قصة خيانة وراء واجهته الوهمية". خبرني. مؤرشف من الأصل في 2024-06-13. اطلع عليه بتاريخ 2024-06-13.
2. ↑  النجدي، محمد ناصر (26 مارس 2021). "«الضغينة».. مبنى يفرق بين الشقيقين ويحجب البحر في بيروت". الرواية. مؤرشف من الأصل في 2024-06-13. اطلع عليه بتاريخ 2024-06-13.
3. ↑  "ما قصة أنحف مبنى في بيروت؟". مونت كارلو الدولية. 27 مارس 2021. مؤرشف من الأصل في 2021-04-14. اطلع عليه بتاريخ 2024-06-13.
4. 1 2  شارما، شويتا (25 مارس 2021). "العقار الأغلى لبنانيا هو مبنى صنعته النكاية بين أخوين". إندبندنت عربية. مؤرشف من الأصل في 2024-06-13. اطلع عليه بتاريخ 2024-06-13.
5. 1 2 3  "البعصة... البيت السيئ السمعة الذي أصبح تراثاً مهماً في بيروت الـ"مبع*صة"". رصيف22. 26 مارس 2021. مؤرشف من الأصل في 2023-03-25. اطلع عليه بتاريخ 2024-06-13.
6. 1 2  "أُنشِئ لحجب إطلالة البحر عن أخيه.. تعرفوا على قصة مبنى "البعصة" في بيروت". نقِد. 24 أبريل 2024. مؤرشف من الأصل في 2024-06-13. اطلع عليه بتاريخ 2024-06-13.
7. 1 2  بشور، مهند (23 نوفمبر 2017). "دخلك بتعرف مبنى "البعصة" في بيروت؟". دخلك بتعرف. مؤرشف من الأصل في 2023-01-23. اطلع عليه بتاريخ 2024-06-13.

### بِلُغاتٍ أجنبيَّة
1. ↑  Syed, Armani. "Lebanon's skinniest building was reportedly built by a man who wanted to ruin his brother's seafront views". Business Insider (بالإنجليزية الأمريكية). Archived from the original on 2024-06-13. Retrieved 2024-06-13.
2. ↑  Emily Dische-Becker [Emilydische] (15 نوفمبر 2017). "The Grudge Building in Manara" (تغريدة). اطلع عليه بتاريخ 2024-06-13.
3. ↑  James, Anu (18 Nov 2017). "Viral photo: The reason why this thinnest building was made in Beirut will shock you". www.ibtimes.co.in (بالإنجليزية). Archived from the original on 2022-12-06. Retrieved 2024-06-13.
4. ↑  Guill, Aidan Mac (21 Jun 2018). "Spite buildings: when human grudges get architectural – in pictures". The Guardian (بالإنجليزية البريطانية). ISSN:0261-3077. Archived from the original on 2022-02-23. Retrieved 2024-06-13.
5. ↑  Alexander، Inigo (24 مارس 2021). "Narrow Beirut building built in act of spite now among most valuable". Mail Online. مؤرشف من الأصل في 2023-01-23. اطلع عليه بتاريخ 2024-06-13.

## روابط خارجية
- ريشاني، ساندرا (24 أبريل 2014). "Inhabiting a Grudge" [عندما تصبح الضغينة مسكنًا]. جدليّة. مؤرشف من الأصل في 2024-06-13. اطلع عليه بتاريخ 2024-06-13. (بالإنجليزية)